# Gran Teatro de Cáceres
El Gran Teatro es un recinto para la representacón de las artes musicales y escénicas situado en la ciudad extremeña de Cáceres (España).

## Historia
En 1903 se constituyó la sociedad Gran Teatro que tenía como finalidad la construcción de un edificio que sirviera para albergar un teatro en la capital cacereña, aunque no fue hasta casi tres décadas después, el 4 de noviembre de 1929, cuando el teatro se puso en funcionamiento.